# 제16비행단 (일본군)
제16비행단(일본어: 第16飛行団 다이쥬로쿠히코단[*])는 일본 제국 육군 항공대의 비행단이다.

## 역사
1944년 4월, 오사카에서 4식 전투기를 운용하는 비행 제51, 52전대를 편성하여 창설되었다.
9월, 위수교육대를 남기고 제2차 필리핀 전역에 참전하여 제30전투비행집단으로 전속하였다. 11월 말 두개 전대의 전대장이 전사하는 등의 극심한 피해를 입고 남은 전력을 이끌고 퇴각하여 야마구치현 호후로 귀환하고 시모타테로 건너갔다.
이후, 제1항공군으로 전속하고 비행 제3, 14, 75전대를 편성한 뒤, 결호 작전에 대비하다가 그대로 종전을 맞이하였다.

## 부대

### 필리핀 전역
- 비행 제51전대
- 비행 제52전대

### 종전
- 비행 제3전대
- 비행 제14전대
- 비행 제75전대

## 역대 단장
| # | 계급 | 성명          | 취임일         | 이임일 |
| - | ---- | ------------- | -------------- | ------ |
| 1 | 중좌 | 신도 쓰네에몬 | 1944년 4월 3일 |        |
| 2 | 소좌 | 야마다 구니오 | 1945년 2월 1일 |        |

## 기록

### 계보
- 1944년 4월 3일, 第16飛行団→제16비행단

### 소속
- 제30전투비행집단, 1944년 4월 3일
- 제1항공군, 1945년

### 참전
- 제2차 필리핀 전역

## 참고

### 자료
- 近現代史編纂会 (2001). 《航空隊戦史》 (일본어). 新人物往来社. ISBN 4-404-02945-4.
- 外山操 (1981). 《陸海軍将官人事総覧 陸軍篇》 (일본어). 芙蓉書房. ISBN 978-4829500026.
- 外山操 (1987).  森松俊夫, 편집. 《帝国陸軍編制総覧》 (일본어). 芙蓉書房. ISBN 978-4829501245.
- 《あゝ疾風戦闘隊 大空に生きた強者の半生記録》 (일본어). 光人社NF文庫. 2004. ISBN 4-7698-2108-5.